# 금전초아과
금전초아과(金錢草亞科, 학명: Zamioculcadoideae 자미오쿨카도이데아이[*])는 천남성과의 아과이다. 고나토푸스속과 금전초속으로 이루어져 있다. 2005년 보그너(Bogner)와 헤세(Hesse)가 분자생물학 연구를 통해 별도 아과로 분류했다. 일부는 스틸로카이톤속을 금전초아과에 포함시켜 분류하기도 한다.

## 하위 분류
- 금전초속(Zamioculcas Schott)
- Gonatopus Engl.